# Aleksandr Samonow
Aleksandr Aleksandrowicz Samonow, ros. Александр Александрович Самонов (ur. 23 sierpnia 1995 w Moskwie) – rosyjski hokeista, reprezentant Rosji, olimpijczyk.

## Kariera
- Russkie Witiazi Czechow (2012-2016)
- THK Twer (2016-2017)
- Dinamo Sankt Petersburg (2010-2012)
- Witiaź Podolsk (2018-2019)
- SKA Sankt Petersburg (2019-2023)
- Siewierstal Czerepowiec (2022-2023)
- Saławat Jułajew Ufa (2023-)

Wychowanek klubu Krylja Sowietow Moskwa. Karierę rozwijał w Czechowie, grając w zespole juniorskim w lidze MHL, w drużynach stowarzyszonych w WHL, a także w ekipie Witiazia w KHL, już po przeniesieniu klubu do Podolska. Wcześniej bywał tylko w składach meczowych Czechowa w 2021 i Podolska w 2016, a zadebiutował w KHL 11 stycznia 2018. W trakcie sezonu KHL (2019/2020) w połowie października 2019 został przetransferowany do SKA Sankt Petersburg. W grudniu tego roku przedłużył tam umowę o trzy lata. W listopadzie przekazany do Siewierstali Czerepowiec. Stamtąd w maju 2023 przetransferowany do Saławatu Jułajew Ufa
W barwach Rosji uczestniczył w turnieju zimowej uniwersjady edycji 2018. W składzie reprezentacji Rosyjskiego Komitetu Olimpijskiego (ang. ROC) brał udział w turnieju MŚ edycji 2021. W barwach reprezentacji Rosyjskiego Komitetu Olimpijskiego uczestniczył w turnieju zimowych igrzysk olimpijskich 2022.

## Sukcesy
Reprezentacyjne
- Złoty medal zimowej uniwersjady: 2015
- Srebrny medal zimowych igrzysk olimpijskich: 2022

Klubowe
- Złoty medal WHL /  Puchar Pietrowa: 2018 z Dinamem Sankt Petersburg
- Srebrny mistrzostw Rosji: 2020 (uznaniowo) z SKA Sankt Petersburg

Indywidualne
- Wysszaja Chokkiejnaja Liga (2017/2018):
  - Trzecie miejsce w klasyfikacji skuteczności interwencji w sezonie zasadniczym: 94,6%[6]
  - Pierwsze miejsce w klasyfikacji średniej straconych goli na mecz w sezonie zasadniczym: 1,17[7]
  - Pierwsze miejsce w klasyfikacji liczby straconych goli w sezonie zasadniczym: 10[8]
  - Pierwsze miejsce w klasyfikacji skuteczności interwencji w fazie play-off: 94,4%[9]
  - Drugie miejsce w klasyfikacji średniej straconych goli na mecz w fazie play-off: 1,57[10]
  - Drugie miejsce w klasyfikacji liczby straconych goli w fazie play-off: 3[11]
  - Najlepszy bramkarz tygodnia - 19 września 2017, 25 września 2017, 12 grudnia 2017
  - Najlepszy bramkarz miesiąca - wrzesień 2017, październik 2017
  - Najbardziej Wartościowy Zawodnik (MVP) w fazie play-off
  - Najlepszy bramkarz sezonu
- KHL (2019/2020):
  - Pierwsze miejsce w klasyfikacji skuteczności interwencji w sezonie zasadniczym: 94,7%
  - Czwarte miejsce w klasyfikacji średniej straconych goli na mecz w sezonie zasadniczym: 1,51
  - Najlepszy bramkarz tygodnia - 4 lutego 2020
  - Mecz Gwiazd KHL (wybrany, nie zagrał)
- Mistrzostwa Świata w Hokeju na Lodzie 2021 (elita)[12]:
  - Trzecie miejsce w klasyfikacji skuteczności interwencji w turnieju: 94,37%
  - Drugie miejsce w klasyfikacji średniej straconych goli na mecz w turnieju: 1,32
  - Jeden z trzech najlepszych zawodników reprezentacji w turnieju
- KHL (2023/2024):
  - Najlepszy bramkarz miesiąca - listopad 2023[13]
  - Drugie miejsce w klasyfikacji skuteczności interwencji w sezonie zasadniczym: 93,7%
  - Pierwsze miejsce w klasyfikacji średniej goli straconych na mecz w sezonie zasadniczym: 1,79
  - Drugie miejsce w klasyfikacji meczów bez straty gola w sezonie zasadniczym: 7